# Arrondissement de Boghal
L'arrondissement de Boghal est l'un des arrondissements du Sénégal. Il est situé dans le département de Bounkiling et la région de Sédhiou, en moyenne Casamance, dans le sud du pays.
Créé par un décret du 10 juillet 2008, il compte d'abord trois communautés rurales :
- Communauté rurale de Boghal
- Communauté rurale de Tankon
- Communauté rurale de Ndiamacouta

En 2010, la communauté rurale de Djinany est créée à son tour.
En 2011, la scission de la communauté rurale de Ndiamacouta conduit à la création de la commune de Ndiamacouta et d'une nouvelle CR, la communauté rurale de Ndiamalathiel.
Son chef-lieu est Boghal.